# Luis Miguel Martín
Luis Miguel Martín, född den 11 januari 1972 i Madrid, är en spansk före detta friidrottare som tävlade i hinderlöpning.
Martíns första stora final var EM-finalen 1998 där han slutade fyra. Han var även i final vid Olympiska sommarspelen 2000 där han blev femma. Även vid VM 2001 var han i final och denna gång slutade han på fjärde plats.
Ett steg framåt i karriären blev EM 2002 då han slutade på tredje plats. Vid VM 2003 slutade han sexa och vid Olympiska sommarspelen 2004 blev han femma.
Hans sista mästerskapsfinal blev VM 2005 i Helsingfors då han blev elva.

## Personliga rekord
- 3 000 meter hinder - 8.07,44